# Чхапра
Чхапра (англ. Chhapra, хинди छपरा) — город на востоке Индии, в штате Бихар, административный центр округа Саран.

## География
Город находится на западе Бихара, на левом берегу реки Ганг, недалеко от места впадения в него реки Гхагхра, вблизи административной границы со штатом Уттар-Прадеш. Абсолютная высота — 47 метров над уровнем моря.
Чхапра расположена на расстоянии приблизительно 32 километров к западу-северо-западу (WNW) от Патны, административного центра штата и на расстоянии 795 километров к востоку-юго-востоку (ESE) от Нью-Дели, столицы страны.

## Демография
По данным официальной переписи 2011 года численность населения города составляла 201 597 человек, из которых мужчины составляли 52,7 %, женщины — соответственно 47,3 %. Уровень грамотности взрослого населения составлял 70,1 %. Уровень грамотности среди мужчин составлял 74,3 %, среди женщин — 65,5 %. 13,7 % населения составляли дети до 6 лет.
Динамика численности населения города по годам:
| 1991    | 2001    | 2011    |
| ------- | ------- | ------- |
| 136 877 | 178 835 | 201 597 |

## Экономика и транспорт
Город является центром торговли сельскохозяйственной продукцией. Кроме того, на его территории расположены предприятия по переработке селитры и по производству льняного масла.

Сообщение Чхапры с другими городами Индии осуществляется посредством железнодорожного и автомобильного транспорта.
Ближайший аэропорт расположен в городе Патна.